# Performance Based Navigation
Performance Based Navigation (PBN, wörtlich „leistungsbasierte Navigation“) ist in der Luftfahrt eine Technologie zur Reduzierung von Emissionen und zur Erhöhung der Effizienz im Flugverkehr. Sie soll auch die Grundlage für die Entwicklung der zukünftigen ATM-Systeme im Rahmen von SESAR und NextGen (USA) sein. Die ICAO hat hier unter dem Titel PBN einheitliche und global anwendbare Richtlinien für den Einsatz von RNAV (Area Navigation) und RNP (Required Navigation Performance) geschaffen. Primär geht es darum, von der bodengestützten Navigation (VOR, NDB, ILS) wegzukommen und vermehrt auf den Einsatz der Satellitennavigation zu setzen. Die wesentlichen Vorteile von PBN-Verfahren liegen einerseits im geringeren Treibstoffverbrauch durch kürzere Routen und damit verbunden einer Reduzierung von Emissionen und andererseits auch in der Möglichkeit, durch die flexiblere Gestaltungsmöglichkeiten bei An- und Abflugverfahren gezielt bewohnte Gebiete zu umfliegen (Stichwort „Curved Approach“) und so einen wesentlichen Beitrag zur Fluglärmentlastung zu leisten.